# Temporada 1983-84 de los Phoenix Suns
La temporada 1983-84 fue la decimosexta de los Phoenix Suns en la NBA. La temporada regular acabó con 41 victorias y 41 derrotas, ocupando el sexto puesto de la Conferencia Oeste, clasificándose para los playoffs, en los que cayeron en finales de conferencia ante Los Angeles Lakers.

## Elecciones en elDraft
| Ronda | Puesto | Jugador    | Posición | Nacionalidad   | Universidad |
| ----- | ------ | ---------- | -------- | -------------- | ----------- |
| 2     | 28     | Rod Foster | Base     | Estados Unidos | UCLA        |

## Temporada regular
| División Pacífico        | División Pacífico | División Pacífico | División Pacífico | División Pacífico | División Pacífico | División Pacífico | División Pacífico | División Pacífico |
| Equipo                   | G                 | P                 | %                 | PD                | Casa              | Fuera             | Div               |                   |
| ------------------------ | ----------------- | ----------------- | ----------------- | ----------------- | ----------------- | ----------------- | ----------------- | ----------------- |
| y-Los Angeles Lakers     | 54                | 28                | .659              | –                 | 28–13             | 26–15             | 18–12             |                   |
| x-Portland Trail Blazers | 48                | 34                | .585              | 6                 | 33–8              | 15–26             | 17–13             |                   |
| x-Seattle SuperSonics    | 42                | 40                | .512              | 12                | 32–9              | 10–31             | 14–16             |                   |
| x-Phoenix Suns           | 41                | 41                | .500              | 13                | 31–10             | 10–31             | 16–14             |                   |
| Golden State Warriors    | 37                | 45                | .451              | 17                | 27–14             | 10–31             | 13–17             |                   |
| San Diego Clippers       | 30                | 52                | .366              | 24                | 25–16             | 5–36              | 12–18             |                   |

## Playoffs

### Primera ronda
Portland Trail Blazers vs. Phoenix Suns 
| Fecha       | Partido                                      | Ciudad   |
| ----------- | -------------------------------------------- | -------- |
| 18 de abril | Portland Trail Blazers 106, Phoenix Suns 113 | Portland |
| 20 de abril | Portland Trail Blazers 122, Phoenix Suns 116 | Portland |
| 22 de abril | Phoenix Suns 106, Portland Trail Blazers 103 | Phoenix  |
| 24 de abril | Phoenix Suns 110, Portland Trail Blazers 113 | Phoenix  |
| 26 de abril | Portland Trail Blazers 105, Phoenix Suns 117 | Portland |
|             | Phoenix Suns gana las series 2-3             |          |

### Semifinales de Conferencia
Utah Jazz vs. Phoenix Suns 
| Fecha       | Partido                          | Ciudad         |
| ----------- | -------------------------------- | -------------- |
| 29 de abril | Utah Jazz 105, Phoenix Suns 95   | Salt Lake City |
| 2 de mayo   | Utah Jazz 97, Phoenix Suns 102   | Salt Lake City |
| 4 de mayo   | Phoenix Suns 106, Utah Jazz 94   | Phoenix        |
| 6 de mayo   | Phoenix Suns 111, Utah Jazz 110  | Phoenix        |
| 8 de mayo   | Utah Jazz 118, Phoenix Suns 106  | Salt Lake City |
| 10 de mayo  | Phoenix Suns 102, Utah Jazz 82   | Phoenix        |
|             | Phoenix Suns gana las series 4-2 |                |

### Finales de Conferencia
Los Angeles Lakers vs. Phoenix Suns 
| Fecha      | Partido                                       | Ciudad      |
| ---------- | --------------------------------------------- | ----------- |
| 12 de mayo | Los Angeles Lakers 110, Phoenix Suns 94       | Los Ángeles |
| 15 de mayo | Los Angeles Lakers 118, Phoenix Suns 102      | Los Ángeles |
| 18 de mayo | Phoenix Suns 135, Los Angeles Lakers 127      | Phoenix     |
| 20 de mayo | Phoenix Suns 115, Los Angeles Lakers 126      | Phoenix     |
| 18 de mayo | Los Angeles Lakers 112, San Antonio Spurs 117 | Los Ángeles |
| 23 de mayo | Los Angeles Lakers 121, Phoenix Suns 126      | Los Ángeles |
| 25 de mayo | Phoenix Suns 97, Los Angeles Lakers 99        | Phoenix     |
|            | Los Angeles Lakers gana las series 4-2        |             |

## Estadísticas
| Rk | Jugador         | Edad | P  | PT | MP   | TC  | TCI  | %TC  | T3  | T3I | %T3   | TL  | TLI | %TL  | RO  | RD  | RT  | AS  | RB  | TAP | BP  | FP  | PTS  |
| -- | --------------- | ---- | -- | -- | ---- | --- | ---- | ---- | --- | --- | ----- | --- | --- | ---- | --- | --- | --- | --- | --- | --- | --- | --- | ---- |
| 1  | Larry Nance     | 24   | 82 | 82 | 35.4 | 7.3 | 12.7 | .576 | 0.0 | 0.1 | .000  | 3.0 | 4.3 | .707 | 2.8 | 5.5 | 8.3 | 2.6 | 1.0 | 2.1 | 2.2 | 3.3 | 17.7 |
| 2  | Walter Davis    | 29   | 78 | 70 | 32.6 | 8.4 | 16.3 | .512 | 0.3 | 1.1 | .230  | 3.0 | 3.5 | .863 | 0.5 | 2.1 | 2.6 | 5.5 | 1.4 | 0.2 | 2.7 | 2.6 | 20.0 |
| 3  | Maurice Lucas   | 31   | 75 | 69 | 30.8 | 6.0 | 12.1 | .497 | 0.0 | 0.1 | .000  | 3.9 | 5.1 | .765 | 2.8 | 6.9 | 9.7 | 2.7 | 0.7 | 0.5 | 2.4 | 3.1 | 15.9 |
| 4  | Kyle Macy       | 26   | 82 | 45 | 29.3 | 4.4 | 8.7  | .501 | 0.3 | 0.9 | .329  | 1.2 | 1.4 | .833 | 0.6 | 1.7 | 2.3 | 4.3 | 1.5 | 0.1 | 1.4 | 2.2 | 10.1 |
| 5  | James Edwards   | 28   | 72 | 67 | 26.3 | 6.1 | 11.3 | .536 | 0.0 | 0.0 | .000  | 2.5 | 3.5 | .720 | 1.5 | 3.3 | 4.8 | 2.6 | 0.3 | 0.4 | 1.9 | 3.5 | 14.7 |
| 6  | Alvan Adams     | 29   | 70 | 13 | 20.7 | 3.8 | 8.3  | .462 | 0.0 | 0.1 | .000  | 1.9 | 2.3 | .825 | 1.7 | 2.9 | 4.6 | 3.1 | 1.0 | 0.4 | 1.7 | 2.8 | 9.6  |
| 7  | Rod Foster      | 23   | 80 | 34 | 17.8 | 3.3 | 7.3  | .448 | 0.3 | 1.1 | .262  | 1.5 | 1.9 | .787 | 0.5 | 1.0 | 1.5 | 2.2 | 0.7 | 0.1 | 1.4 | 2.4 | 8.3  |
| 8  | Johnny High     | 26   | 29 | 9  | 17.7 | 0.6 | 1.8  | .346 | 0.0 | 0.1 | .000  | 0.3 | 1.0 | .345 | 0.6 | 1.7 | 2.3 | 1.8 | 1.4 | 0.4 | 1.3 | 2.9 | 1.6  |
| 9  | Paul Westphal   | 33   | 59 | 2  | 14.7 | 2.4 | 5.3  | .460 | 0.1 | 0.4 | .269  | 2.0 | 2.4 | .824 | 0.1 | 0.6 | 0.7 | 2.5 | 0.7 | 0.1 | 1.3 | 1.2 | 7.0  |
| 10 | Charles Pittman | 25   | 69 | 8  | 14.3 | 1.8 | 3.0  | .603 | 0.0 | 0.0 | .000  | 1.0 | 1.5 | .683 | 1.1 | 2.0 | 3.1 | 1.0 | 0.2 | 0.3 | 1.2 | 1.9 | 4.7  |
| 11 | Rick Robey      | 28   | 61 | 4  | 14.0 | 2.3 | 4.2  | .545 | 0.0 | 0.0 | 1.000 | 1.0 | 1.4 | .693 | 1.3 | 1.9 | 3.2 | 1.1 | 0.3 | 0.2 | 1.3 | 2.0 | 5.6  |
| 12 | Rory White      | 24   | 22 | 2  | 14.0 | 3.1 | 6.5  | .479 | 0.0 | 0.0 |       | 1.1 | 1.9 | .571 | 1.4 | 1.5 | 2.8 | 0.6 | 0.6 | 0.1 | 0.8 | 1.1 | 7.4  |
| 13 | Mike Sanders    | 23   | 50 | 0  | 11.7 | 1.9 | 4.1  | .478 | 0.0 | 0.0 |       | 0.6 | 0.8 | .690 | 0.8 | 1.3 | 2.1 | 0.9 | 0.5 | 0.2 | 0.9 | 2.0 | 4.5  |
| 14 | Alvin Scott     | 28   | 65 | 5  | 11.3 | 0.8 | 1.9  | .444 | 0.0 | 0.0 | .500  | 0.9 | 1.1 | .778 | 0.4 | 1.1 | 1.5 | 0.7 | 0.3 | 0.3 | 0.6 | 1.3 | 2.6  |

## Galardones y récords
| Jugador      | Galardón                                |
| Larry Nance  | Campeón del Concurso de Mates de la NBA |
| Walter Davis | All-Star                                |